# Bob Kiesel
Bob Kiesel, född 30 september 1911 i Sacramento, död 6 augusti 1993 i Boise, var en amerikansk friidrottare.
Kiesel blev olympisk mästare på 4 x 100 meter vid olympiska sommarspelen 1932 i Los Angeles.